# Peperomia pallida
Peperomia pallida är en pepparväxtart som beskrevs av Albert Gottfried Dietrich. Peperomia pallida ingår i släktet peperomior, och familjen pepparväxter. Utöver nominatformen finns också underarten P. p. niueana.